# Claude Jean-Baptiste Jallier de Savault
Claude Jean-Baptiste Jallier de Savault est un architecte français né à Château-Chinon (Nièvre) le 28 mai 1739 et mort à Paris le 12 octobre 1806 .
Élève de Jacques-Germain Soufflot, puis collaborateur d'Ange-Jacques Gabriel à la direction des Bâtiments du Roi, il fut actif en Suisse et dans l'Est de la France. Ses principales réalisations conservées sont le château de Montvillers à Bazeilles dans les Ardennes (1770) et le phare de Cordouan pour lequel il conçut, comme architecte conseil du ministère de la Marine, conjointement avec l'ingénieur Borda, le projet de surélévation approuvé en 1786 et exécuté deux ans plus tard. Il est également connu pour un projet de place Louis-XVI à créer à Brest (1784).

## Biographie

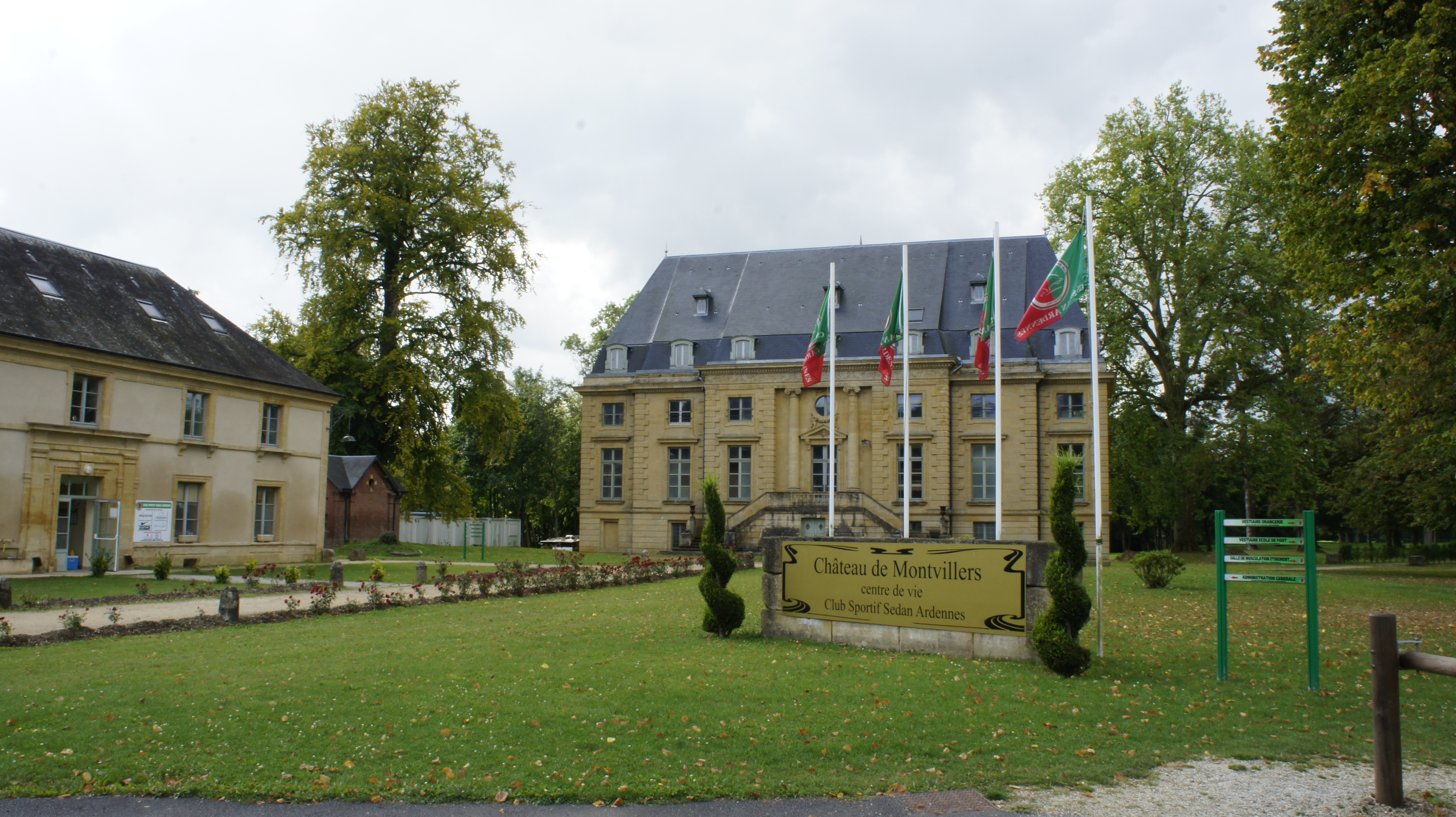
Château de Montvillers, 1770

Jallier de Savault étudia l'architecture auprès de Jacques-Germain Soufflot et fut inscrit à l'Académie royale d'architecture sous le patronage de Louis-Adam Loriot. En 1758, alors qu'il était âgé de dix-huit ans, il fut lauréat d'un concours exceptionnellement brillant puisque l'Académie – qui n'avait décerné aucun prix l'année précédente – distingua quatre candidats : tandis que Mathurin Cherpitel et Jean-François-Thérèse Chalgrin se partageaient le premier prix, il partagea le second prix avec Jacques Gondouin. Il obtint encore un second prix en 1760. Le 24 octobre 1761, le marquis de Marigny lui attribua un brevet exceptionnel de pensionnaire du Roi à l'Académie de France à Rome(alors située au Palais Mancini) où il séjourna dans le courant de l'année 1762.
Avant son départ pour Rome, il avait effectué un relevé partiel de Notre-Dame de Dijon qui servit à Soufflot lorsqu'il s'attacha à faire revivre le système structurel de l'architecture gothique. À son retour, il travailla avec son maître puis, en 1764, il entra dans l'atelier d'Ange-Jacques Gabriel à Versailles et mit à son service « un talent de dessinateur qui devait être légendaire ».
Il fit partie, aux côtés de Charles De Wailly et de François-Joseph Bélanger, de l'équipe qui travailla sur l'aménagement intérieur de l'Opéra royal du château de Versailles. Le programme tracé en 1769 était celui d'un espace polyvalent susceptible d'accueillir aussi bien des représentations lyriques que des concerts, des bals et des banquets. Le Premier machiniste du Roi, Blaise-Henri Arnoult, imagina un dispositif qui permettait de réunir de plain-pied la scène et la salle. Le menuisier Absyle construisit une maquette qui explicitait le mécanisme tandis que Jallier dessinait des coupes sur la scène, la salle et le foyer.
« À Versailles, Jallier mettait à profit la tranquillité du mois d'août, pendant que la Cour était à Compiègne, pour étudier ses projets personnels. Gabriel le recommandait à des seigneurs pour lesquels il composait des plans de jardins ou de kiosques, comme ceux qu'il oublia un jour dans un fiacre ; il passa un avis dans la presse, mais nous ignorons si le portefeuille fut rapporté à son domicile parisien. De son côté, Soufflot avait introduit Jallier dans le milieu des administrateurs et des grands actionnaires de Saint-Gobain, chez ses amis Geoffrin, La Ferté-Imbault, Tronchin. Jallier fut l'architecte de la manufacture de 1769 à 1792. Nous lui connaissons dès lors une clientèle assez caractérisée de capitalistes helvétiques et d'industriels français de l'Est, le plus souvent protestants. »
En Suisse, Jallier donna de nombreux projets tels ceux pour un château à Crans pour le banquier Antoine Saladin, l'un des gros actionnaires de Saint-Gobain (1764), pour le Théâtre de Neuve à Genève (1783, non réalisé), pour une maison de campagne au pays de Vaud.

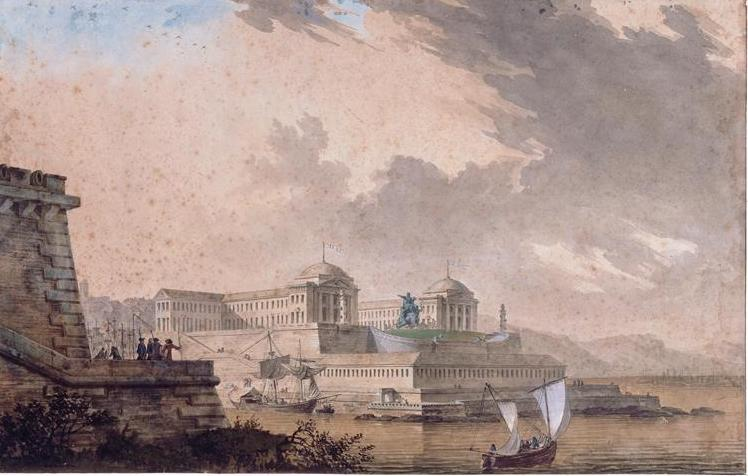
Projet de place Louis XVI à Brest, 1784. Paris, musée du Louvre.

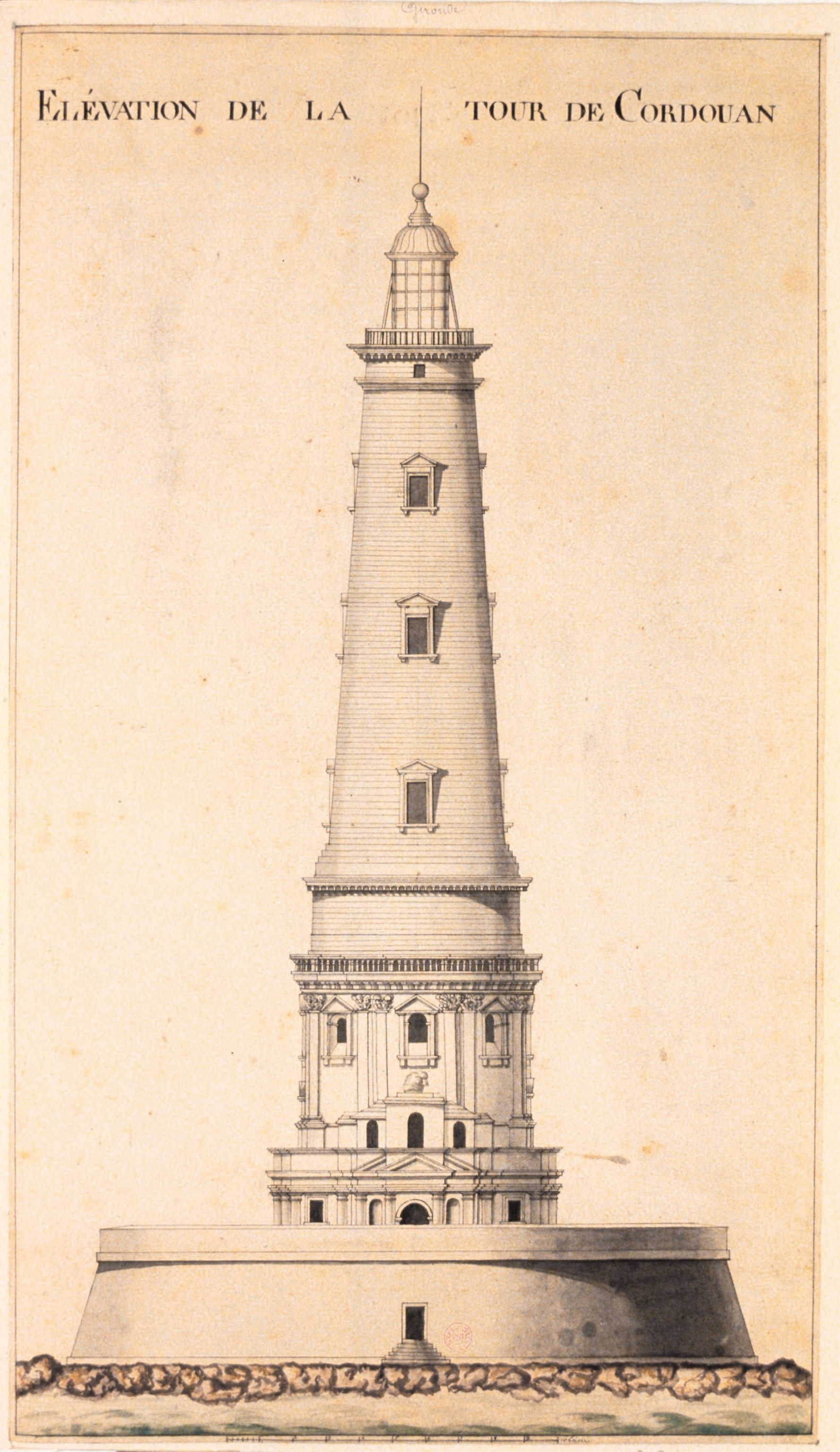
Élévation du phare de Cordouan, rehaussé sur les plans de Borda et Jallier, 1786-1788.

En France, il soumit divers projets pour des commandes publiques, par exemple pour la Comédie-Italienne (1772, en collaboration avec Bélanger). Lorsque Necker et Calonne développèrent la Caisse d'Escompte, installée dans des bureaux modestes de la rue Vivienne, les architectes rivalisèrent d'imagination pour lui construire un siège digne de son importance nouvelle et on dut organiser un concours public qui attira l'élite de la profession. Jallier obtint le premier prix en 1789 devant Denis Antoine et Alexandre-Théodore Brongniart, mais la Révolution française entraîna l'abandon du projet.
Architecte consultant du ministère de la Marine, il présenta en 1784 un projet d'aménagement de la ville de Brest qui devait lui permettre d'installer dignement la statue de Louis XVI que cette ville avait obtenu l'autorisation d'élever, sur une succession d'esplanades encadrées de bâtiments palatiaux dominant le port, « afin, qu'aucun bâtiment, petit ou grand, ne put entrer dans la rade, aucun mouvement se faire dans le port [...] sans que le roi les vît et y présidât en quelque sorte ».
En 1786, lorsque les autorités maritimes décidèrent de surhausser le fameux phare de Cordouan, construit sous le règne d'Henri IV au large de Royan, le chevalier de Borda donna un projet que Jallier mit au point et qui fut exécuté en 1788 par l'ingénieur Joseph Teulère avec l'appui de l'architecte bordelais Louis Combes.
Jallier joua un certain rôle aux débuts de la Révolution française. Collègue de Jacques Cellerier au département des Travaux publics, il tenta de s'opposer, au nom de l'archéologie et de l'histoire, à la démolition de la Bastille. Il fit également un rapport sur le donjon de Vincennes. Architecte des Bâtiments civils sous le Directoire, il fut chargé du Conservatoire national des arts et métiers et de la bibliothèque de l'Arsenal. « Chargé d'une mission dans le Calvados, il en rapporta des dessins pittoresques de Caen, Bayeux et Ouistreham, qu'il exposa au Salon de 1799 ».
« Sa mort, le 12 décembre 1806, fut signalée honorablement dans le Journal de Paris et dans le Mercure ».

## Réalisations et principaux projets
- Château et parc de Crans, sur le lac Léman, Suisse (1764, projet non retenu) : Pour le compte d'Antoine Saladin, Jallier travailla sous la supervision de son maître Soufflot. « Ils ménagèrent à l'arrivée un effet de surprise favorisé par la déclivité du terrain, mais donnèrent une large assise à la terrasse et orientèrent les grandes perspectives en direction du lac. Le mémoire de Jallier qui accompagne le projet dans les archives du château manifeste des préoccupations de confort, et des attentions pour les dames, qui n'étaient pas encore exigibles dans la bonne société genevoise. “Chaque maître ayant sa chaise dans son appartement, et y ayant des lieux à l'anglaise, les domestiques seuls auront la peine de les aller chercher dans la cour.” On jugea que les commodités perdaient de la place au détriment des pièces les plus nobles : à Crans, ce qui a été réalisé par les Suisses Bovet et Vaucher-Faton est digne, mais n'égale pas en distinction l'architecture de Jallier. »[16]
- Château de Montvillers à Bazeilles, Ardennes (1770) : Construit pour Jean-Abraham Poupart de Neuflize, drapier à Sedan. Selon Michel Gallet, c'est « l'un des plus beaux châteaux de style Louis XVI. Sur les façades principales, l'ordre ionique embrasse deux niveaux, mais les hautes toitures sont traditionnelles, comme il convient sous le climat ardennais. Du côté du parc, la rotonde du grand salon se mire dans la pièce d'eau alimentée par la Givonne ; il faut reconnaître ici, fixé dans la pierre des Vosges, l'écho des somptueux dessins présentés au concours de 1758 : “un pavillon au bord d'une rivière”. La frise de l'entablement porte des emblèmes maçonniques, des sphinx, un niveau, une équerre, des compas. »[17]

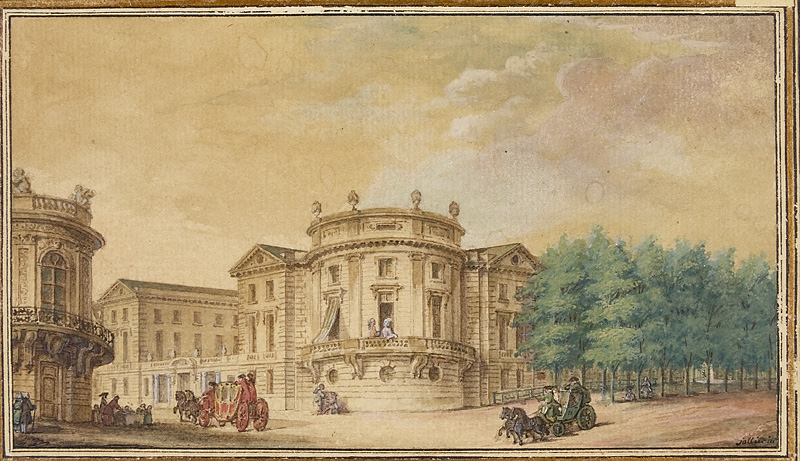
Projet pour l'hôtel de Thellusson. Sceaux, musée de l'Île-de-France.

- Hôtel de Thellusson, Paris (projet non réalisé[18]) : Pour le banquier genevois résident à Paris Georges-Tobie de Thellusson (1728-1776), Jallier proposa un projet d'hôtel particulier à bâtir à l'angle de la rue Louis-le-Grand et du Boulevard. La rotonde, comparable à celle du château de Montvillers, aurait équilibré celle du Pavillon de Hanovre, construit vingt ans auparavant par Jean-Michel Chevotet à l'angle adjacent du carrefour. Si ce projet ne fut pas mis à exécution, il revint curieusement à Jallier de superviser en 1782 la fin des travaux du célèbre hôtel Thellusson, construit pour la veuve du banquier sur des plans donnés en 1778 par Claude-Nicolas Ledoux.
- Projet pour la Comédie-Italienne (1772, en collaboration avec François-Joseph Bélanger, projet non réalisé).
- Projet d'aménagement de la ville de Brest, Finistère (1784, projet non réalisé) : Le projet comprenait, au bas de la rue du Château, une place d'armes de forme ovale, plantée d'arbres. Allant de cette place jusqu'à l'extrémité du Parc-au-Duc, la rue Royale, une large rue permettait de se trouver sur la place Louis XVI aménagée face à la rade, dominée par la statue royale (une aquarelle et encre sur papier au musée des Beaux-Arts de Brest). Le projet faisait raser le château de Brest, vénérable témoin de quatorze siècles d’histoire. Selon l'architecte : « le public verrait avec quelque émotion un monument à Louis XVI rendant les privilèges à la Bretagne et la liberté des mers, élevé sur les débris d'un édifice consacré à ce César qui l’ôta aux Romains et mit aux fers le monde entier. » Le projet fut approuvé par le Conseil du roi à Versailles le 28 mai 1786[19], mais en avril 1788, le comte d'Hector, commandant la Marine, le déclara inconciliable avec les travaux que la Marine envisageait sur le terrain du Parc-au-Duc, qui venait d’être concédé par le département de la Guerre. Le projet de Jallier de Savault a pu inspirer Jean-François Thomas de Thomon à Saint-Pétersbourg, sur un site comparable[20].
- Projet de rehaussement du phare de Cordouan (1786-1788, en collaboration avec le chevalier de Borda)[21].

### Sources
- Michel Gallet, Les architectes parisiens du XVIIIe siècle, Paris, Éditions Mengès, 1995  (ISBN 2856203701)